# Mark Korven
Mark Korven (* 1953 in Winnipeg) ist ein kanadischer Filmkomponist und Musiker.

## Leben und Karriere
Mark Korven wurde 1953 im kanadischen Winnipeg geboren. Bereits in der Jugend begann er durch seine von den Beatles ausgelöste Liebe zur Rockmusik, selbst Gitarre zu spielen. Ab dem Alter von 17 Jahren trat Korven mit verschiedenen Bands in Bars auf, ehe er sich 1977 dazu entschied, an der Grant MacEwan University in Edmonton Musik zu studieren. Dort belegte er zwei Jahre lang Kurse in Jazz und Orchestrierung, während er nebenbei auch mit der Komposition von Musik begann. Nach seinem Studium arbeitete Korven zunächst wieder als Gitarrist für Coverbands, ehe er sich als Singer-Songwriter verselbstständigte. Sein Softrock-Debütalbum Passengers erschien 1984; die mehr vom Synthiepop beeinflusste LP Ordinary Man folgte 1987.
Gerade als Korven für sich keine Zukunft als Künstler auf der Bühne sah, wurde die kanadische Regisseurin Patricia Rozema auf ihn aufmerksam. Ihr gefielen die Songs von seinem zweiten Album, woraufhin sie Korven bat, die Filmmusik zu ihrem 1987 veröffentlichten Debütfilm Gesang der Meerjungfrauen zu schreiben. Korven wandte sich in der Folge vollständig der Filmmusik zu und komponierte zunächst fast ein Jahrzehnt lang ausschließlich für Filmdramen und Komödien. Seine Filmmusik für Curtis’s Charm brachte ihm 1996 einen Genie Award ein, den wichtigsten kanadischen Filmpreis, ehe Korven 1997 mit Cube erstmals im Horrorgenre tätig war. Im Anschluss arbeitete er vermehrt für Fernsehserien, Fernsehfilme und Dokumentationen.
Seinen endgültigen Durchbruch als Komponist feierte Korven 2015 mit seiner Filmmusik für The Witch von Robert Eggers. Im Folgejahr stellte er das eigens entwickelte Musikinstrument „The Apprehension Engine“ vor, das unheilvolle Klänge für Horrorfilme erschaffen soll. Ab diesem Zeitpunkt war Korven fast ausschließlich im Horrorgenre tätig und komponierte so unter anderem die Filmmusik zu Eggers’ zweitem Spielfilm Der Leuchtturm (2019), aber auch zur Stephen-King-Verfilmung Im hohen Gras (2019), zu Niemand kommt hier lebend raus, Resident Evil: Welcome to Raccoon City sowie The Black Phone (alle 2021) und zu Night Swim, Das erste Omen sowie Don’t Move (alle 2024).
Korven ist verheiratet und lebt mit seiner Frau und den gemeinsamen Kindern in Toronto. Neben der Gitarre spielt er Bass, Violine, Keyboard, Mandoline und verschiedene Trommeln. Daneben betätigt sich Korven in seiner Freizeit auch als Regisseur von Kurzfilmen.

## Filmografie (Auswahl)
- 1987: Gesang der Meerjungfrauen (I’ve Heard the Mermaids Singing)
- 1989: Twilight Zone (The Twilight Zone, Fernsehserie, Folge 3x26)
- 1990: Das weiße Zimmer (White Room)
- 1991: Sam & Me
- 1991: Die Frau des Krämers (The Grocer’s Wife)
- 1995: The Michelle Apartments
- 1995: Curtis’s Charm
- 1996: Henry & Verlin
- 1996: Giant Mine
- 1997: Cube
- 2000: Falling Through
- 2000: Saint Jude
- 2004: Shake Hands with the Devil – The Journey of Roméo Dallaire (Dokumentarfilm)
- 2008–2010: The Border (Fernsehserie, 38 Folgen)
- 2014: Cruel & Unusual
- 2015: The Witch
- 2017: Das Erwachen des Zodiac-Mörders (Awakening the Zodiac)
- 2018: Our House
- 2019: Der Leuchtturm (The Lighthouse)
- 2019: The Terror (Fernsehserie, 10 Folgen)
- 2019: Im hohen Gras (In the Tall Grass)
- 2021: Niemand kommt hier lebend raus (No One Gets Out Alive)
- 2021: Resident Evil: Welcome to Raccoon City
- 2021: The Black Phone
- 2021: Chapelwaite (Fernsehserie, 10 Folgen)
- 2022: Peripherie (The Peripheral, Fernsehserie, 8 Folgen)
- seit 2022: Billy the Kid (Fernsehserie)
- 2024: Night Swim
- 2024: Das erste Omen (The First Omen)
- 2024: Don’t Move